# Movimiento 2 de Junio
El Movimiento 2 de Junio (en alemán: Bewegung 2. Juni, abreviado M2J) fue un grupo activista de guerrilla urbana que operó en Berlín Occidental. Fue denominado así por la muerte del estudiante Benno Ohnesorg el 2 de junio de 1967; el grupo principalmente destruyó propiedades comerciales en Berlín. Tuvieron su fuente de inspiración en los Tupamaros uruguayos. Aunque el Movimiento 2 de junio no compartía la misma ideología que la Facción del Ejército Rojo (Pandilla Baader-Meinhof), estas organizaciones eran aliadas. El Movimiento 2 de junio no estableció tanta influencia en Alemania como sus contrapartes marxistas, y es conocido por secuestrar al candidato a alcalde de Berlín Occidental, Peter Lorenz.

## Historia

### Nacimiento
Surgiendo de las cenizas del grupo Kommune 1 y la efímera guerrilla Tupamaros-Berlín Occidental el Movimiento 2 de junio se formó en julio de 1971. Durante el juicio de Thomas Weissbecker, Michael Baumann y Georg von Rauch por un asalto a Horst Rieck, se ordenó que Baumann y Weissbecker fueran puestos en libertad bajo fianza. Cuando se anunció la liberación, Rauch, que probablemente enfrentaba una sentencia de diez años por otros cargos, se hizo pasar por Weissbecker y salió de la sala del tribunal con Baumann. Los dos inmediatamente pasaron a la clandestinidad. Una vez que Weissbecker reveló su identidad, fue puesto en libertad. Tras su fuga, se formó el Movimiento 2 de Junio.
En contraste con la Fracción del Ejército Rojo (RAF) el Movimiento del 2 de junio era anarquista en lugar de marxista. La organización derivó su nombre de la fecha en que el estudiante universitario alemán Benno Ohnesorg recibió un disparo del oficial de Policía de Berlín Occidental Karl-Heinz Kurras. mientras participaba en una protesta contra la visita de estado del Sah de Irán Mohamed Reza Pahlavi a Alemania, cuando los manifestantes fueron atacados por la policía. Su muerte encendió el movimiento de izquierda en Alemania Occidental, que influyó en políticos y activistas políticos y llevó al establecimiento de actores no estatales violentos. Aunque la organización nunca llegó a ser tan notoria como la RAF, el Movimiento 2 de junio fue el más prominente en la primera fase del militarismo alemán izquierdista posterior a la Segunda Guerra Mundial.

## Fritz Teufel
El activista político Fritz Teufel se convirtió en uno de los líderes del Movimiento 2 de Junio. Originalmente participando en Kommune 1, su versión cómica de la actividad revolucionaria hizo que el público en general lo apodara "guerrilla divertida". En 1967, Teufel se convirtió en casi un ícono en Alemania Occidental después de ser arrestado. Acusado de traición e intento de asesinato del vicepresidente de los Estados Unidos, Hubert Humphrey, Teufel finalmente fue absuelto. Su imagen humorística se construyó después de su arresto, cuando él y sus asociados fueron interrogados con un brebaje de harina, pudín y yogur que se usaría como una "bomba". El 2 de junio de 1967, Teufel fue arrestado nuevamente, esta vez acusado falsamente de arrojar una piedra a la policía y provocar el motín en el que murió Benno Ohnesorg. Esta vez cumplió seis meses en la cárcel.

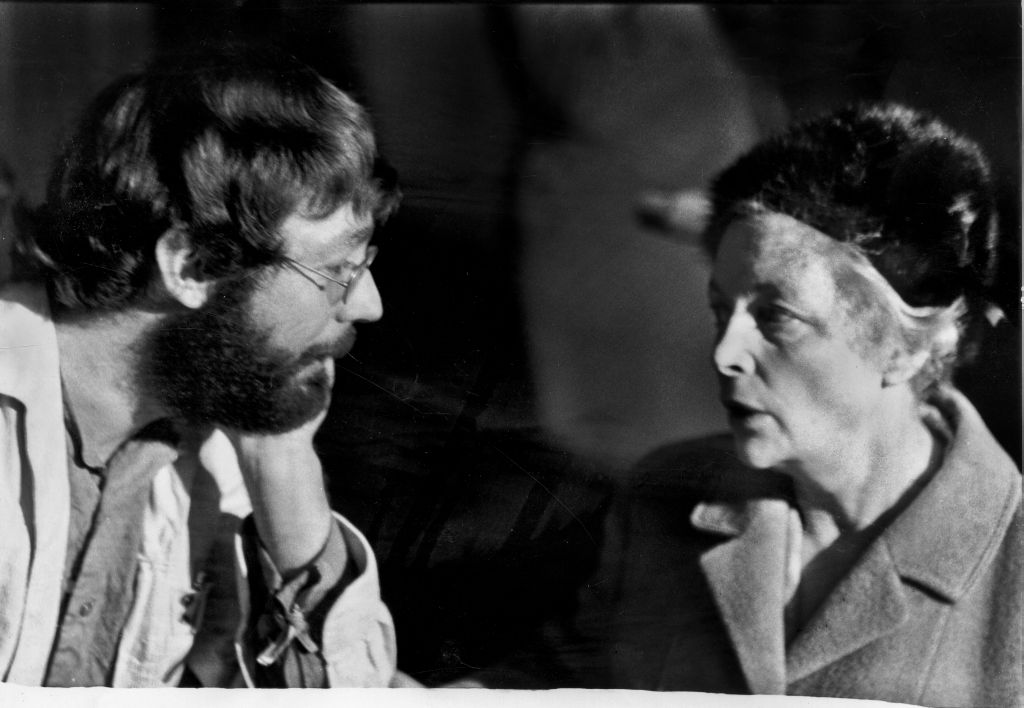
Fritz Teufel en la foto (izquierda)

En 1975, Teufel fue arrestado y acusado de secuestrar a Peter Lorenz, pasando cinco años en prisión preventiva. Cuando llegó a juicio, pudo demostrar que trabajaba en una fábrica de asientos de inodoro en ese momento, pero aun así fue condenado por varios cargos y recibió una sentencia de cinco años, que ya había cumplido.
Aunque el Movimiento 2 de Junio nunca desarrolló una ideología clara o un propósito para su existencia, el activismo político de Teufel estaba arraigado en su odio por la generación de sus padres. Al igual que muchos estudiantes y activistas de su época, Teufel estaba enojado con el régimen nazi de la generación anterior y luchó para eliminar esa imagen de Alemania. Gran parte del resentimiento se dirigía hacia aquellos que habían desempeñado un papel en el régimen nazi, especialmente aquellos que nunca asumieron ninguna responsabilidad por sus acciones.

## Actividad armada
Aunque el Movimiento 2 de Junio logró su mayor hazaña secuestrando a Peter Lorenz, el grupo es conocido también por otros ataques. El Movimiento 2 de Junio utilizó predominantemente armas de fuego en sus ataques, pero también utilizó artefactos explosivos.
El 4 de diciembre de 1971, durante una búsqueda masiva en toda la ciudad de Berlín Occidental tras el descubrimiento de una casa de seguridad de la Facción del Ejército Rojo, tres miembros del Movimiento 2 de junio se enfrentaron a tiros con un policía vestido de civil. George von Rauch fue asesinado, mientras que Michael Baumann y otro guerrillero lograron escapar. Antes de este enfrentamiento habían realizado un asalto a la Universidad Técnica de Berlín un mes atrás.
El 2 de febrero de 1972, el Movimiento 2 de junio se declaró responsable de un atentado con bomba en el British Yacht Club en Berlín Occidental. Más tarde se descubrió que el ataque, que mató al ingeniero del barco, fue un acto de ayuda para el Ejército Republicano Irlandés. Durante el juicio, que tuvo lugar en febrero de 1974, el Movimiento 2 de Junio y otros militantes iniciaron un motín en el exterior del tribunal.
En el quinto aniversario de la muerte de Benno Ohnesorg, una bomba explotó en Berlín Occidental, dejando herido a un policía. Hasta el día de hoy ningún grupo se ha responsabilizado del atentado, aunque se infiere que el atentado fue acción del Movimiento 2 de Junio. En Berlín Occidental el 27 de julio de 1973, el Movimiento 2 de Junio robó 200.000 marcos alemanes de un banco local.
A mediados de 1974, el miembro del Movimiento 2 de Junio, Ulrich Schmücker, fue asesinado a tiros por otros miembros de la organización. Aunque no está claro cuál fue el motivo del tiroteo, se creía que Schmücker era un informante. El argumento contrario fue que el asesinato fue un accidente. Después de que Holger Meins, miembro de la Facción del Ejército Rojo, muriera de hambre en prisión, el Movimiento 2 de junio intentó secuestrar al juez del Tribunal Superior Günter von Drenkmann, quien murió en el proceso. Más tarde el 24 de agosto de 1974 el M2J atacó con explosivos la Oficina de Viajes del Estado de Israel en la ciudad de Fráncfort del Meno, Hesse.
Después de que Holger Meins, miembro de la Facción del Ejército Rojo, muriera de hambre en prisión, el Movimiento 2 de junio intentó secuestrar al juez del Tribunal Superior Günter von Drenkmann, quien murió en el proceso. Se descubrió que el ataque a von Drenkmann fue parte de un secuestro planeado por rescate que salió mal. Algunos de los terroristas creían que tenían una "necesidad de escalar su perfil".

En 1986, seis miembros del Movimiento 2 de junio fueron procesados en lo que se conoció como el juicio Lorenz-Drenkmann, que abarcó tanto el asesinato de Günter von Drenkmann en 1974 como el secuestro de Peter Lorenz en 1975. El tribunal no pudo atribuir el asesinato de von Drenkmann a ninguna de las seis personas enjuiciadas. No está claro quién mató a von Drenkmann. Los seis acusados fueron condenados por el secuestro de Peter Lorenz y pertenencia a una asociación criminal. Fueron condenados a penas de prisión sustanciales, de hasta quince años cada uno.
Un funeral público para von Drenkmann se llevó a cabo frente al Ayuntamiento de Schöneberg de Berlín. Asistieron más de 20,000 mperonas. El presidente de Alemania Occidental, Walter Scheel pronunció un breve discurso en el que pidió a todos los demócratas que se unan a la guerra contra el terrorismo. 
El asesinato de von Drenkmann se cita con frecuencia como el primero de una serie de acciones terroristas de gran envergadura en Alemania Occidental.

### El secuestro de Peter Lorenz
La operación más significativa del grupo fue el exitoso secuestro de Peter Lorenz el 27 de febrero de 1975. Lorenz era el candidato a alcalde de Berlín por la Unión Demócrata Cristiana (CDU). La mañana del 27 de febrero, a las 09:00 a. m., salió de su residencia en el Distrito Zehlendorf de Berlín cuando su Mercedes Benz fue interceptado por un camión que le trancó el paso. De inmediato un vehículo Fiat impactó el Mercedes y un grupo de terroristas golpearon al chofer Werner Sowa y se llevaron a Lorenz a otro vehículo. Sowa pudo identificar a la terrorista Angela Luther como una de las participantes. Luther estaba solicitada por las autoridades desde hacía tres años.  Al día siguiente, se entregó una foto polaroid de Lorenz con un cartel que decía "Peter Lorenz, prisionero del Movimiento 2 de junio".  
En un esfuerzo por liberar a varios afiliados encarcelados de la Facción del Ejército Rojo y del Movimiento 2 de junio, los extremistas publicaron una foto que mostraba a Lorenz con un cartel alrededor del cuello que decía "Peter Lorenz, prisionero del Movimiento 2 de junio". La foto también contenía un mensaje que exigía la liberación de Gabriele Kröcher-Tiedemann, Horst Mahler, Ingrid Siepmann, Rolf Heissler,Rolf Pohle, y Verena Becker de prisión. Junto con la liberación de estos miembros, el Movimiento 2 de junio también exigió que se proporcione un avión para llevar a los radicales a Adén, ubicado en Yemen del Sur, y que se entreguen 9000 marcos alemanes al Movimiento 2 de junio. El gobierno de Alemania Occidental cumplió con sus demandas, liberando a todos excepto a Horst Mahler, quien no quería ser liberado.
Los secuestradores exigieron la liberación de seis terroristas en prisión, agregando una nota para los prisioneros del grupo terrorista Fracción del Ejército Rojo: "Para nuestros camaradas de Baader-Meinhof en prisión. Nos gustaría sacarlos de ahí, pero nuestra fuerza actual no está en posición de hacerlo". La selección de los objetivos a liberar eran: Horst Mahler, Verena Becker, Ingrid Siepmann, Rolf Pohle, Rolf Heissler (RAF) y Gabriele Krocher Tiedemann, quien en diciembre de 1975 va a participar con Ilich Ramírez Sánchez en el secuestro de la Sede de la OPEP en Viena, quienes están detenidos pero ninguno por homicidio. No obstante, Horst Mahler, uno de los fundadores de la RAF, se negó a abandonar la cárcel y saldría liberado en 1980. Lorenz fue liberado sano y salvo al día siguiente.
Después del secuestro, los ataques del grupo se volvieron más esporádicos. No fue hasta 1976, cuando la actividad armada del grupo volvió a emerger.

## Arrestos y escapes
A lo largo de la historia de la organización, varios arrestos notables resultaron en el encarcelamiento de miembros del Movimiento 2 de Junio.
El asociado Till Meyer fue detenido después de un tiroteo el 29 de marzo de 1972 en Bielefeld en el que nadie resultó herido. En diciembre, fue condenado por intento de asesinato de un policía y encarcelado durante tres años.
El 19 de abril de 1972, cuatrocientos policías allanan la "Casa de Georg von Rauch", un municipio de Kreuzberg. Se descubrieron pruebas relacionadas con atentados recientes, pero los miembros del Movimiento 2 de junio que vivían allí estaban en otro lugar en el momento del ataque. Veintisiete personas fueron interrogadas. Más tarde ese junio, Bernhard Braun fue descubierto y arrestado por su actividad en ataques violentos, junto con la miembro de la Facción del Ejército Rojo Brigitte Mohnhaupt.
En 1973, Gabi Kröcher-Tiedemann, miembro del Movimiento 2 de Junio, fue arrestado después de dispararle a un policía y sentenciado a ocho años de prisión. Fue puesta en libertad en 1975 como parte del trato en el secuestro de Peter Lorenz.
Con unos pocos meses de diferencia a fines de 1973, Inge Viett y Till Meyer escaparon de prisión.
No fue hasta el 27 de mayo de 1978 cuando 2 miembros femeninos del M2J entraron a la prisión de Moabit usando documentos de identidad de abogados falsificados y amenazaron con sus armas a los guardias. Meses después del asalto, los miembros fueron recapturados en Yugoslavia y la República Popular de Bulgaria.

### Fusión y fin
Para 1980, el grupo comenzaba a disminuir su actividad armada.
El Movimiento 2 de Junio fue un grupo aliado de la Fracción del Ejército Rojo (RAF), referidos por los medios de comunicación alemanes como la «banda Baader-Meinhof» debido a sus dos fundadores, pero el M2J era ideológicamente anarquista y opuesto al marxismo de la Fracción del Ejército Rojo. A principios de los ochenta el grupo estaba totalmente inactivo, finalmente el 2 de junio de 1980 el M2J se desbandó y muchos miembros se unieron a la RAF, siendo su último ataque al ayuntamiento del distrito de Kruzberg, que provocó únicamente daños materiales.
El movimiento del 2 de junio finalizó su declaración con "Unidad en la lucha armada antiimperialista" expresando su solidaridad con la Facción del Ejército Rojo.